# تسخیر کوهستان ببر
تسخیر کوهستان ببر (به انگلیسی: The Taking of Tiger Mountain) یک فیلم سینمایی اکشن و حماسی چینی-هنگ کنگی محصول سال ۲۰۱۴ به کارگردانی تسوی هارکاست. داستان بر اساس یک درگیری بین ارتش آزادی‌بخش خلق و یک باند اسیر است. این فیلم در تاریخ ۲۳ دسامبر ۲۰۱۴ اکران شد.

## داستان
پس از تسلیم ژاپنی‌ها بعد از جنگ جهانی دوم، ارتش آزادی‌بخش خلق باید مناطق تحت اشغال راهزنان، که به زرادخانه‌های ژاپنی حمله کرده‌اند را بازپس بگیرد. شااُ جیانبو که با نام رمز، کاپیتان ۲۰۳ شناخته می‌شود، فرماندهی یک گروه ۳۰ نفره را بر عهده دارد…